# Кастель-дель-Ріо
Кастель-дель-Ріо (італ. Castel del Rio) — муніципалітет в Італії, у регіоні Емілія-Романья,  метрополійне місто Болонья.
Кастель-дель-Ріо розташований на відстані близько 270 км на північ від Рима, 34 км на південь від Болоньї.
Населення — 1216 осіб (2014).
Покровитель — Sant'Ambrogio.

## Демографія
Населення за роками:

Станом на 1 січня 2023 року в муніципалітеті офіційно проживало 159 іноземців з 21 країни, серед них 82 громадяни країн Євросоюзу та 12 громадян України.

## Сусідні муніципалітети
- Казальфьюманезе
- Казола-Вальсеніо
- Фіренцуола
- Фонтанеліче
- Монтеренціо
- Палаццуоло-суль-Сеніо